# Krasnojarskij rajon (Oblast' di Samara)
Il Krasnojarskij rajon (in russo Красноярский район?) è un rajon dell'Oblast' di Samara, nella Russia europea; il capoluogo è Krasnyj Jar. Istituito nel 1965, ricopre una superficie di 2.310  chilometri quadrati ed ospita una popolazione di circa 52.000 abitanti.